# 布伦特·吉布森
布伦特·吉布森（英語：Brent Gibson，？—），新西兰男子游泳运动员。他曾代表新西兰参加1988年和1992年夏季残疾人奥林匹克运动会游泳比赛，获得一枚金牌和二枚铜牌。